# Jánisz Kúrosz
Jánisz Kúrosz (Γιάννης Κούρος, elterjedt nemzetközi átírással Yiannis Kouros, Görögország, Trípoli, 1956. február 13. –) görög származású ausztrál ultramaratoni futó, világcsúcstartó, költő, dalszövegíró.
100 mérföldtől (161 km) 1000 mérföldig (1609 km), valamint 12 órás futástól a 6 napos futásig szinte minden világcsúcsot tartott, és négy indulásból négyszer nyerte meg a 245,3 kilométeres Spartathlont, melyek sokáig minden idők négy legjobb eredményének is számítottak.
1972-ben kezdett futni és hosszútávfutó pályafutása 1977-ben  kezdődött, amikor élete első maratonját 2 óra 43 perc alatt futotta le. Ezt az eredményt a következő években 2 óra 25 percig javította.

## Élete
Kúrosz szegény családban nőtt fel és fiatal korában zömében alkalmi munkákból élt. Elbeszélései szerint ez sok nélkülözéssel járt és pont ez a fizikai nélkülözés ami az ultramaratoni futásra leginkább felkészítette. Kúrosz szerint sikereit annak is köszönheti, hogy verseny közben a teste és a lelke elválik egymástól, s míg teste érzi a fáradtságot és fájdalmat, lelke erőt merítve környezetéből hajtja magát tovább.
Orvosi kísérletek ugyanakkor azt is bizonyították, hogy Kúrosz sikere részben annak köszönhető, hogy szervezete futás közben is rendkívül jól dolgozza fel a táplálékot. A legtöbb futóval ellentétben képes arra, hogy versenyzés közben is több táplálékot dolgozzon fel, mint amennyit felhasznál. Futás közben elsősorban szénhidrátot fogyaszt és zsírfogyasztását alacsonyan tartja.
Első jelentős sikere az 1983-as Spartathlonon született. Az első rendezésű, akkor még alig ismert versenyt több mint 3 órával a második helyezett előtt nyerte meg, de a győztes idejét a mai napig is csak maga Kúrosz tudta túlszárnyalni.
Több tucat győzelme között az első jelentős bajnoki címét az 1985-ös 100 kilométeres Európa Bajnokságon nyerte, de később nyert 24 órás világbajnokságot (2000, 2001) és 48 órás világbajnokságot (1995, 1997, 2000) is. 1987 és 1991 között ötször nyerte meg a legendás Sydney-Melbourne versenyt és 1988-ban úgy nyerte meg a New York-i 1000 mérföldes viadalt, hogy a verseny résztávjain több világcsúcsot állított fel. Kúrosz – részben Bérces Edit invitálására – Magyarországon is versenyzett és 2002-ben megnyerte a Békéscsaba-Arad Szupermaratont. 2007-ben azonban az első ízben megrendezett Ultrabalatonon alig két perccel a második helyre szorult Bogár János mögött.
Világcsúcsai között kiemelkedik az 1997-es 303,506 kilométeres eredménye 24 órás futáson. Kúrosz a verseny után úgy nyilatkozott, hogy többé nem fut 24 órán, mert ez a csúcs évszázadokon át fog fennmaradni. (Nem lett igaza: Aleksandr Sorokin 2021-ben megdöntötte a rekordot, majd 2022-ben 319.614 km-re javította.)
Részben hazája sportvezetésének mostoha viselkedése miatt, részben a többszöri ausztrál látogatásai során tapasztalt meleg fogadtatás miatt 1990-ben Ausztráliába költözött és 1993-ban megszerezte az ausztrál állampolgárságot.
2005-ben a Spartathlonnal azonos időben, de versenyen kívül lefutotta az Athén–Spárta–Athén 491 kilométeres távját és ezzel teljes egészében reprodukálta az athéni futár, Pheidippidész Hérodotosz által dokumentált futását.
Első saját verseskötete 1987-ben jelent meg és a mai napig több mint ezer verset írt, melynek felét meg is zenésítette.
Kiemelt világcsúcsai
| Táv            | Típus     | Eredmény        |
| -------------- | --------- | --------------- |
| 100 mérföld    | országúti | 11:46:37        |
| 1000 kilométer | pálya     | 5 nap, 16:17:00 |
| 1000 kilométer | országúti | 5 nap 20:13:40  |
| 1000 mérföld   | országúti | 10 nap 10:30:36 |
| 12 óra         | országúti | 162,543 km      |
| 12 óra         | pálya     | 162,400 km      |
| 24 óra         | pálya     | 303,506 km      |
| 24 óra         | országúti | 290,221 km      |
| 48 óra         | pálya     | 473,797 km      |
| 6 nap          | pálya     | 1036,80 km      |
| 6 nap          | országúti | 1028,370 km     |